# Martînivka, Berezivka
Martînivka (în ucraineană Мартинівка) este un sat în comunei Striukove din raionul Berezivka, regiunea Odesa, Ucraina.

## Demografie
Componența lingvistică a localității Martînivka
     Ucraineană (95,83%)
     Română (4,17%)
Conform recensământului din 2001, majoritatea populației localității Martînivka era vorbitoare de ucraineană (95,83%), existând în minoritate și vorbitori de română (4,17%).